# 魔法の夜と不思議なワルツ
「魔法の夜と不思議なワルツ」は、佐香智久の楽曲で、8枚目のシングル。2014年3月5日にSME Recordsから発売された。前作「カラフルワールド」から約3ヶ月ぶりのリリースとなる2014年1作目のシングル。全曲の作詞・作曲を本人が手がけたのは初めて。アレンジも初めて担当した。

## 収録曲
- 全作詞・作曲：佐香智久

1. 魔法の夜と不思議なワルツ [5:52]
編曲：Tomohisa Sako,sorao mori,m-taku
2. 解けない魔法にかけられて [5:20]
編曲：Tomohisa Sako,saku
  - 『ハウステンボス2014春「花の大祭典」』CMソング
3. 秘密の魔法ラルラルラ [5:01]
編曲：Tomohisa Sako,saku
4. 魔法の夜と不思議なワルツ (INSTRUMENTAL)
5. 解けない魔法にかけられて (INSTRUMENTAL)
6. 秘密の魔法ラルラルラ (INSTRUMENTAL)